# Azofra
Azofra település Spanyolországban, La Rioja autonóm közösségben. Azofra Bañares, Alesanco, Hervías, Hormilla és Nájera községekkel határos. Lakosainak száma 201 fő (2024).

## Népesség
A település népessége az elmúlt években az alábbi módon változott:
| Lakosok száma | 327  | 295  | 279  | 266  | 248  | 213  | 204  | 215  | 209  | 201  |
|               | 2001 | 2004 | 2007 | 2009 | 2012 | 2014 | 2017 | 2019 | 2022 | 2024 |